# Gur-e Amir
El Gur-e Amir (persa: گور امیر) és el mausoleu del conqueridor asiàtic Tamerlà (conegut com a Timur) a Samarcanda, actual Uzbekistan. Ocupa un important lloc en la història de l'arquitectura islàmica com a precursor i model de les grans tombes d'Humayun a Delhi i del Taj Mahal a Agra, construïdes pels descendents de Tamerlà, que van dominar l'Imperi mogol del nord de l'Índia.

## Història

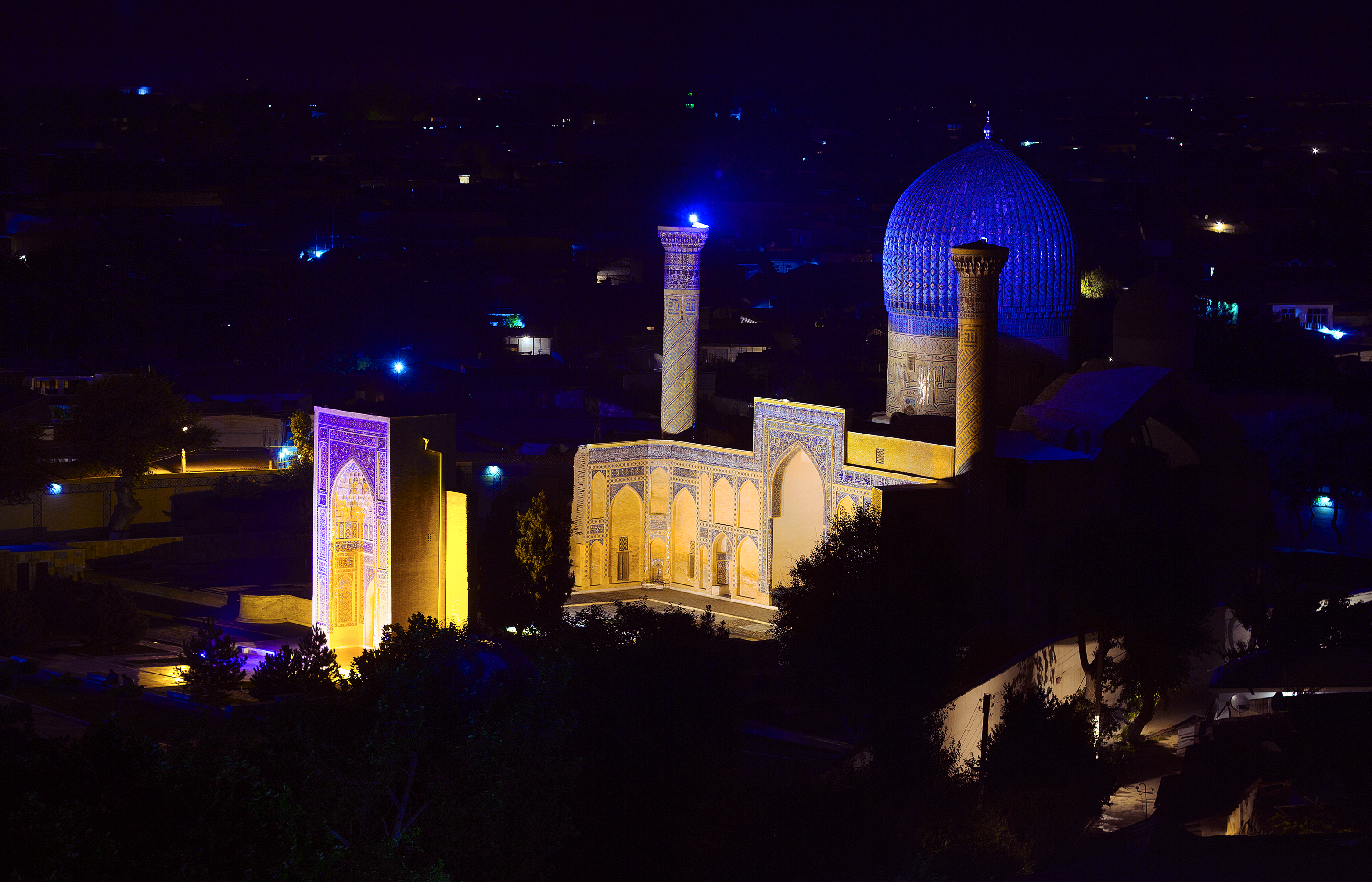
L'iwan, envoltat per un conjunt escultòric disposat de forma geomètrica

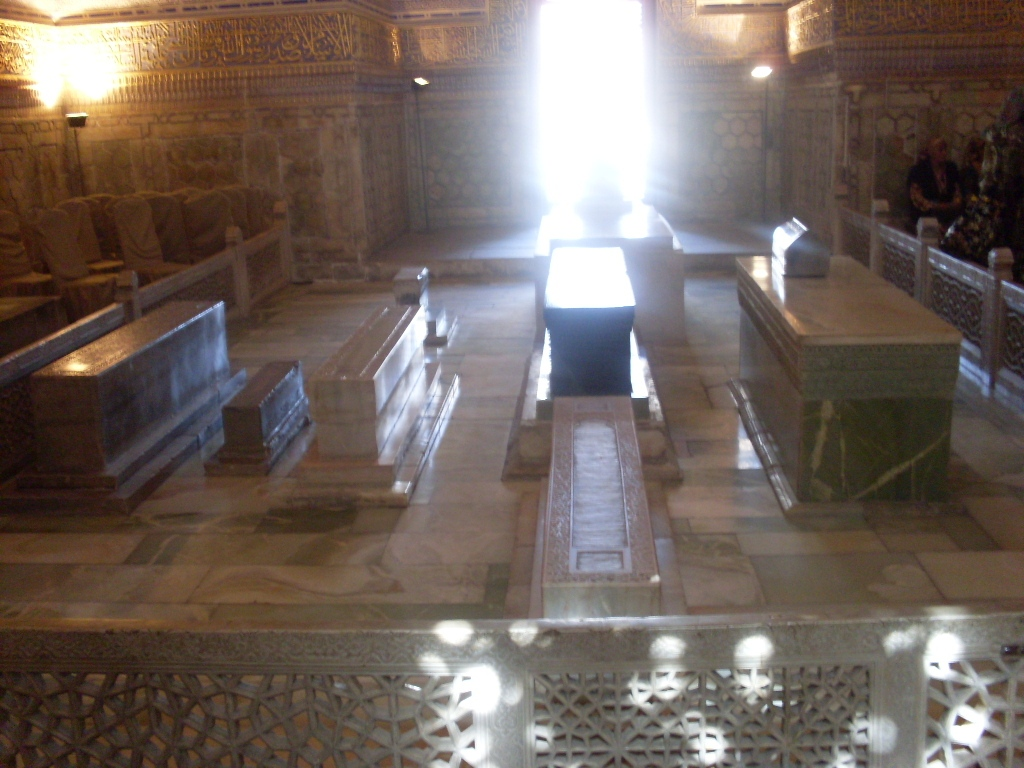
El conjunt de tombes del mausoleu; al centre, de pedra fosca, la tomba de Tamerlà

Gur-e Amir significa en persa 'tomba del rei'. Aquest complex arquitectònic, coronat per una cúpula de color blau cel, conté les tombes de Tamerlà, dels seus fills Xah Rukh i Miren Shah, del seu net Ulugh Beg i del soldà Muhammad. A més, Mir Said Baraka, mestre de Tamerlà, també descansa al mausoleu.
La part més antiga del complex va ser construïda a finals del segle xiv per ordre del soldà Muhammad. Ja només queden els fonaments de la madrassa i la khanaka, l'entrada al portal i part d'un dels quatre minarets.
La construcció del mausoleu va començar el 1403, després de la mort espontània del soldà Mohammad, l'hereu i net predilecte de Tamerlà. Timur havia construït per a si mateix una petita tomba a Kish prop del seu palau Ak-Saray. No obstant això, quan Timur va morir el 1405 en els inicis de la seva campanya per conquerir Xina, els camins cap a Shakhrisyabz estaven inundats, de manera que es va decidir que fos incinerat. Ulugh Beg, un altre net de Tamerlà, va completar el seu treball. Durant el seu regnat el mausoleu es va convertir en la cripta de la família dels Timúrides.

## Arquitectura

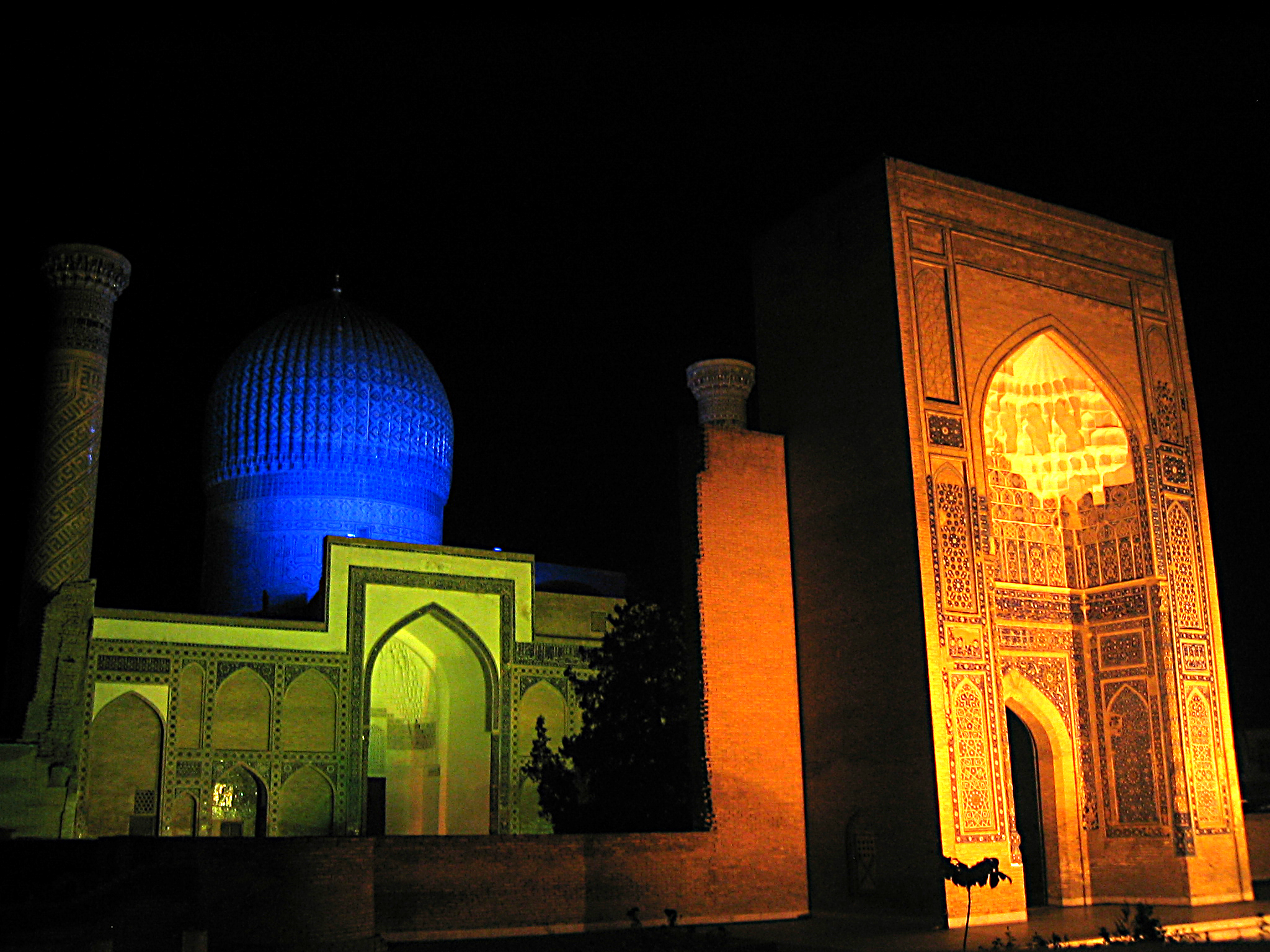
Gur-e Amir de nit

L'entrada del portal del soldà Muhammad en conjunt (vegeu-ne imatge) està ricament decorada amb maons tallats en diversos mosaics. La decoració del portal va ser acabada per l'hàbil mestre (ustad) Muhammad bin Mahmud Isfahani.

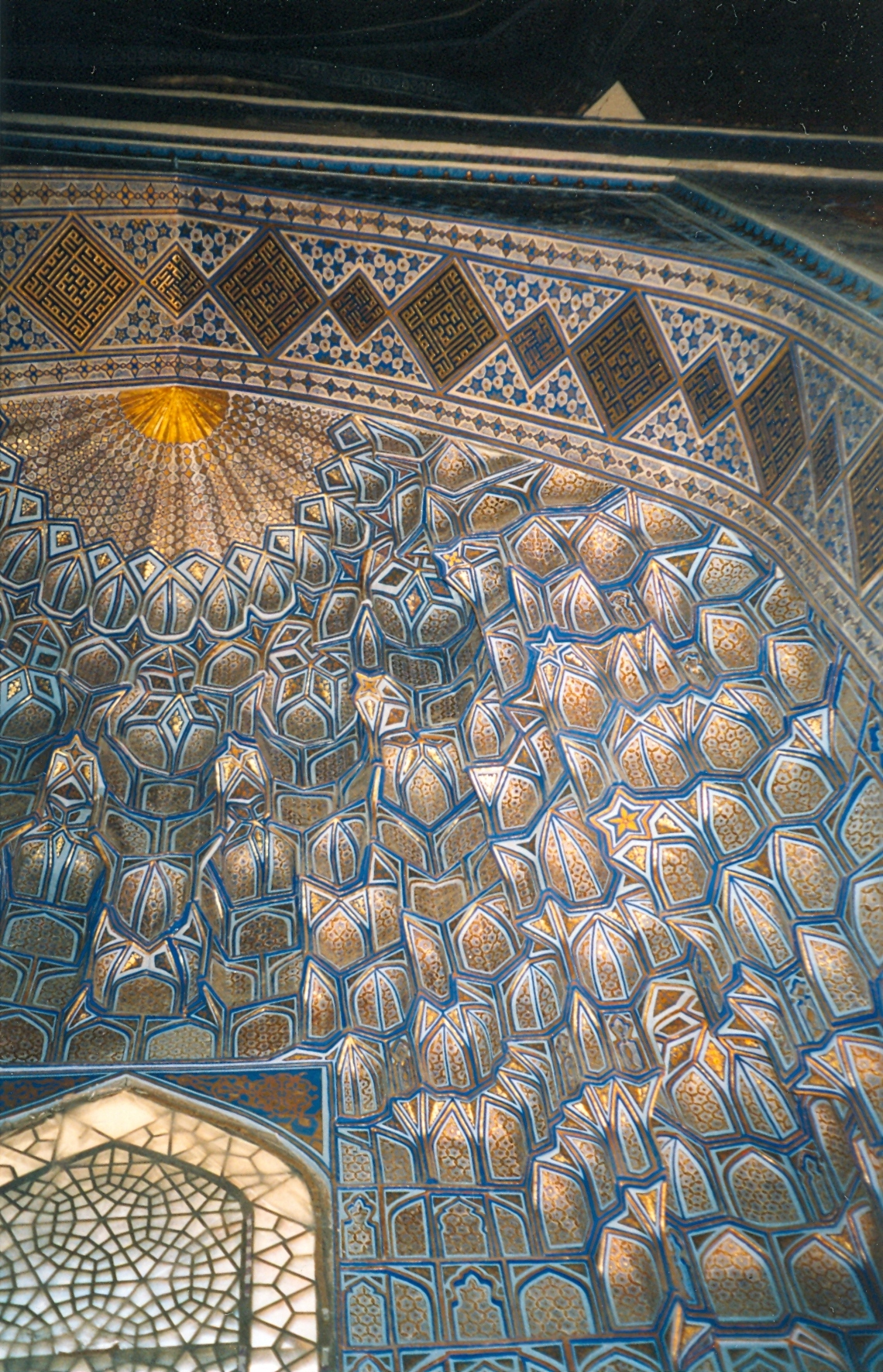
Detall de l'interior del mausoleu

El mausoleu Gur-e Amir té una única cúpula. És destacable la seva simplicitat en la construcció i la solemne monumentalitat de la seva aparença. És una construcció octaèdrica coronada per una cúpula blau cel. La decoració de les parets exteriors consisteix en rajoles de color blau, blau clar i blanc, organitzades de forma geomètrica i epigràfica sobre un fons de maons de terra cuita. La cúpula (de quinze metres de diàmetre i dotze i mig d'alçada) és d'un color blau brillant amb profundes rosasses i lunars blancs. Els profunds rivets verticals donen una expressivitat sorprenent a la cúpula.
Durant el regnat d'Ulugh Beg, es va obrir una nova entrada al mausoleu (vegeu-ne imatge).
Per dins el mausoleu és ampli, de sostres alts amb grans espais als costats i decoració diversa. Les parets, a la part inferior, estan cobertes amb blocs d'ònix col·locats en forma de panell. Cadascun dels blocs està decorat amb dibuixos detallats. Sobre el panell hi ha una cornisa amb aspecte d'estalactita de marbre. Gran part de les parets estan decorades amb escaioles pintades, els arcs i cúpula interna estan ornamentats amb alts relleus de cartró pedra, daurats i pintats.
Les làpides amb vistoses talles que hi ha a l'interior del mausoleu indiquen la situació de les tombes en una cripta que es localitza exactament sota de la cambra principal. Sota el govern d'Ulugh Beg es va col·locar un sòlid bloc de jade verd fosc sobre la tomba de Tamerlà. Antigament aquesta pedra s'havia fet servir en un lloc de culte al palau de l'emperador de la Xina i més tard va ser el tron de Kabek Khan (un descendent de Genguis Kan) a Karshi. Al costat de la tomba de Tamerlà descansen en làpides de marbre els seus fills Miren Shah i Shah Rukh i també els seus nets Mohammad i Ulugh Beg. El conseller espiritual de Tamerlà, Mir Said Baraka, també descansa aquí.

## Història subsegüent
El 1740, l'emperador persa i senyor de la guerra Nàdir-Xah Afxar va robar la pedra, però es va trencar en dues peces i va començar a tenir molt mala sort. Els seus consellers li van recomanar que tornés la pedra al seu lloc immediatament. La segona vegada que la pedra va ser canviada de lloc va passar el 1941, quan un grup d'arqueòlegs soviètics va obrir la cripta. L'arqueòleg Mikhail Gerasimov va ser capaç de reconstruir la cara de Tamerlà a partir de les restes de la seva calavera, però es va poder confirmar que es tractava d'una persona molt gran per a la seva època, perquè feia 172 cm, i que va poder haver caminat amb una pronunciada coixesa. També es va poder investigar més a fons la informació històrica disponible sobre l'assassinat d'Ulugh Beg i l'autenticitat de les altres tombes. No obstant això, l'arqueòleg va ser també víctima de la maledicció, doncs l'endemà d'haver obert la tomba, l'Alemanya Nazi va envair l'URSS. La inscripció de la tomba diu: "Qualsevol que violi la meva tranquil·litat en aquesta vida o en la següent, serà objecte d'un càstig i misèria inevitables". L'esquelet de Timur i el d'Ulugh Beg, el seu net, van ser tornats a inhumar amb ritus islàmics complets el 1942.

## Monuments propers
Ruhabad (segle xiv) és un petit mausoleu i s'ha dit que conté un floc de cabells del profeta Mahoma. Hi ha una mesquita funcionant a prop de la porta de la madrassa. Les tres són molt similars.
El mausoleu d'Aksaray (segle xv), encara no restaurat, és en un carrer tranquil al costat de Gur-e Amir.